# Macrosiphoniella nigropilosa
Macrosiphoniella nigropilosa är en insektsart. Macrosiphoniella nigropilosa ingår i släktet Macrosiphoniella och familjen långrörsbladlöss.

## Underarter
Arten delas in i följande underarter:
- M. n. nigropilosa
- M. n. pamirica